# Gnidia bipunctata
Gnidia bipunctata is een hooiwagen uit de familie Cosmetidae.